# Kindheit und Jugend in den Vereinigten Staaten

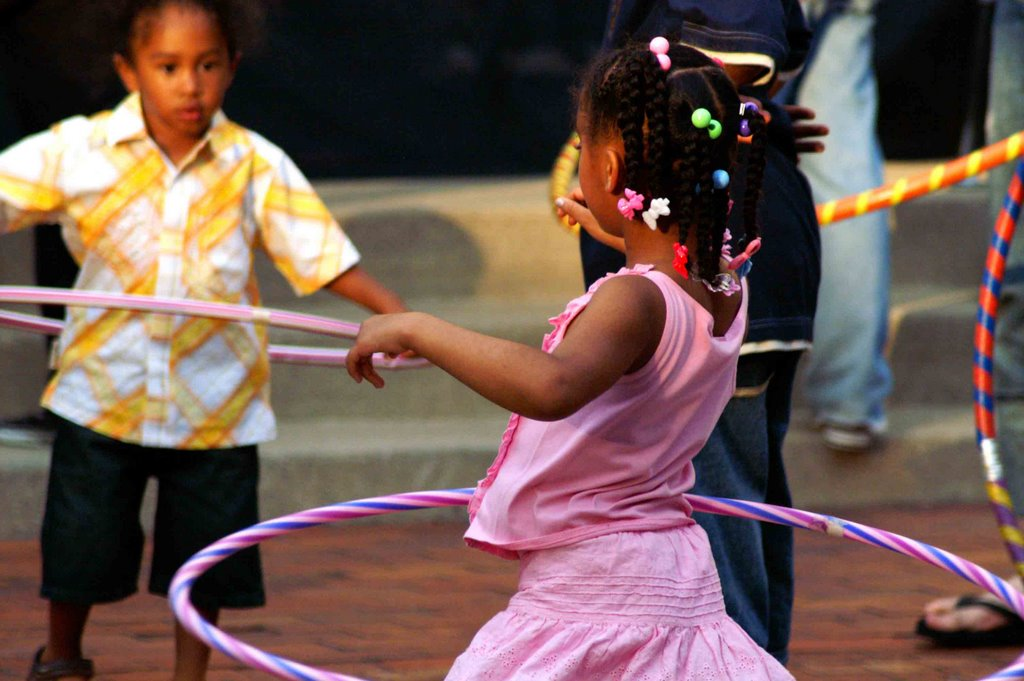
Kinder auf einer Kulturveranstaltung in Detroit

Dieser Artikel über Kindheit und Jugend in den Vereinigten Staaten behandelt die Lebensbedingungen Minderjähriger in den USA in der Gegenwart.
Die Bedingungen, unter denen Kinder und Jugendliche in den Vereinigten Staaten leben, sind durch ein schroffes Wohlstandsgefälle gekennzeichnet. Obwohl die USA das höchste Bruttoinlandsprodukt der Welt aufweisen und die Mehrzahl der Kinder in mehr oder weniger großem Wohlstand aufwächst, ist Kinderarmut hier stärker verbreitet als in den meisten anderen Industrieländern. Im Jahr 2006 lebten 17,4 % aller Minderjährigen in den USA unterhalb der Armutsgrenze. Betroffen waren insbesondere Kinder alleinerziehender Mütter sowie afroamerikanische und lateinamerikanischstämmige Kinder und Jugendliche.

## Demografie

### 2000 (U. S. Census)
Nach der Volkszählung des Jahres 2000 lebten in den Vereinigten Staaten zu diesem Zeitpunkt 72.293.812 Kinder und Jugendliche bis 18 Jahre (25,7 % der Gesamtbevölkerung). Darunter waren 37.059.196 Jungen und 35.234.616 Mädchen, bzw. 19.175.798 Kinder unter 5 Jahren (6,8 % der Gesamtbevölkerung), 20.549.505 Kinder von 5–9 Jahren (7,3 %), 20.528.072 Kinder von 10–14 Jahren (7,3 %) und 12.040.437 Jugendliche von 15–17 Jahren (4,3 %).
Besonders hoch war der Anteil der Kinder und Jugendlichen in der hispanischen und Latino-Bevölkerung (35,0 %), bei den Ureinwohnern Alaskas (34,1 %), den Ureinwohnern Hawaiis und den Pazifischen Insulanern (32,8 %) und den Afroamerikanern (31,6 %). In der weißen und asiatischstämmigen Bevölkerung betrug der Anteil der Minderjährigen lediglich jeweils 24,4 %.

### 2006 (Schätzung)
Im Jahre 2006 lebten in den USA nach der Schätzung des U. S. Census Bureau 73.765.143 Kinder und Jugendliche unter 18 Jahren (24,6 % der Gesamtbevölkerung). Davon waren 37.748.955 Jungen und 36.016.188 Mädchen, bzw. 20.385.773 Kinder unter 5 Jahren (6,8 %), 19.748.765 Kinder von 5–9 Jahren (6,6 %), 20.678.265 Kinder von 10–14 Jahren (6,9 %) und 12.952.340 Jugendliche von 15–17 Jahren (4,3 %). 4,1 % aller in den USA lebenden Minderjährigen sind als Migrantenkinder im Ausland geboren und waren daher nicht im Besitz der amerikanischen Staatsbürgerschaft.

## Recht

### Rechtsstatus unehelich geborener Kinder
Unehelich geborene Kinder sind seit den frühen 1970er Jahren ehelich geborenen Kindern an Rechten weitgehend gleichgestellt. Eine Ausnahme besteht beim Einbürgerungsrecht, wo Kinder amerikanischer Eltern, die außerhalb der USA unehelich geboren werden, Schwierigkeiten haben können, als amerikanische Staatsbürger anerkannt zu werden; dies gilt insbesondere, wenn nur der Vater Amerikaner ist. Der US-Supreme Court hat diese Praxis 2001 höchstinstanzlich bestätigt.

### Rechtsstatus von Kindern illegaler Einwanderer
Auf Basis einer Entscheidung des Obersten Gerichtshofs der Vereinigten Staaten von 1982 (Plyler v. Doe) haben auch Kinder, die sich illegal in den USA aufhalten, Anspruch auf eine Schulbildung in der (kostenlosen) öffentlichen Schule, und die Verfassung garantiert das Recht auf die zwölfjährige Schulbildung.
In den USA geborene Kinder illegaler Einwanderer sind US-Staatsbürger (ius soli). Für ihre Eltern begründet sich in der US-Staatsbürgerschaft ihrer minderjähriger Kinder aber kein Aufenthaltsrecht. Einer Studie des Migration Policy Institute zufolge handelte es sich bei schätzungsweise einem Fünftel bis einem Viertel der 2009 bis 2013 abgeschobenen 3,7 Millionen Personen um Eltern von Kindern, die in den USA geboren waren.
Die im Juni 2012 per Dekret von Präsident Barack Obama eingeführte Deferred-Action-for-Childhood-Arrivals-Regelung (DACA) ermöglichte es bestimmten Personen, die vor ihrem 16. Geburtstag und vor Juni 2007 in die USA eingereist sind, eine zweijährige Aufenthalts- und Arbeitserlaubnis zu erhalten. Die Erlaubnis war verlängerbar, führt aber nicht zu einem dauerhaften Aufenthaltsrecht oder zur Einbürgerung. Präsident Donald Trump beendete im September 2017 die Regelung mit einer sechsmonatigen Frist.
Für illegal sich in den USA aufenthaltende Kinder und Jugendliche gibt es in eng umgrenzten Situationen besondere Aufenthaltsregelungen: Der Sonderstatus Special Immigrant Juvenile Status (SIJS) kann denjenigen zugesprochen werden, die von einem Elternteil oder beiden Eltern missbraucht oder vernachlässigt wurden.

### Altersgrenzen

#### Mündigkeit

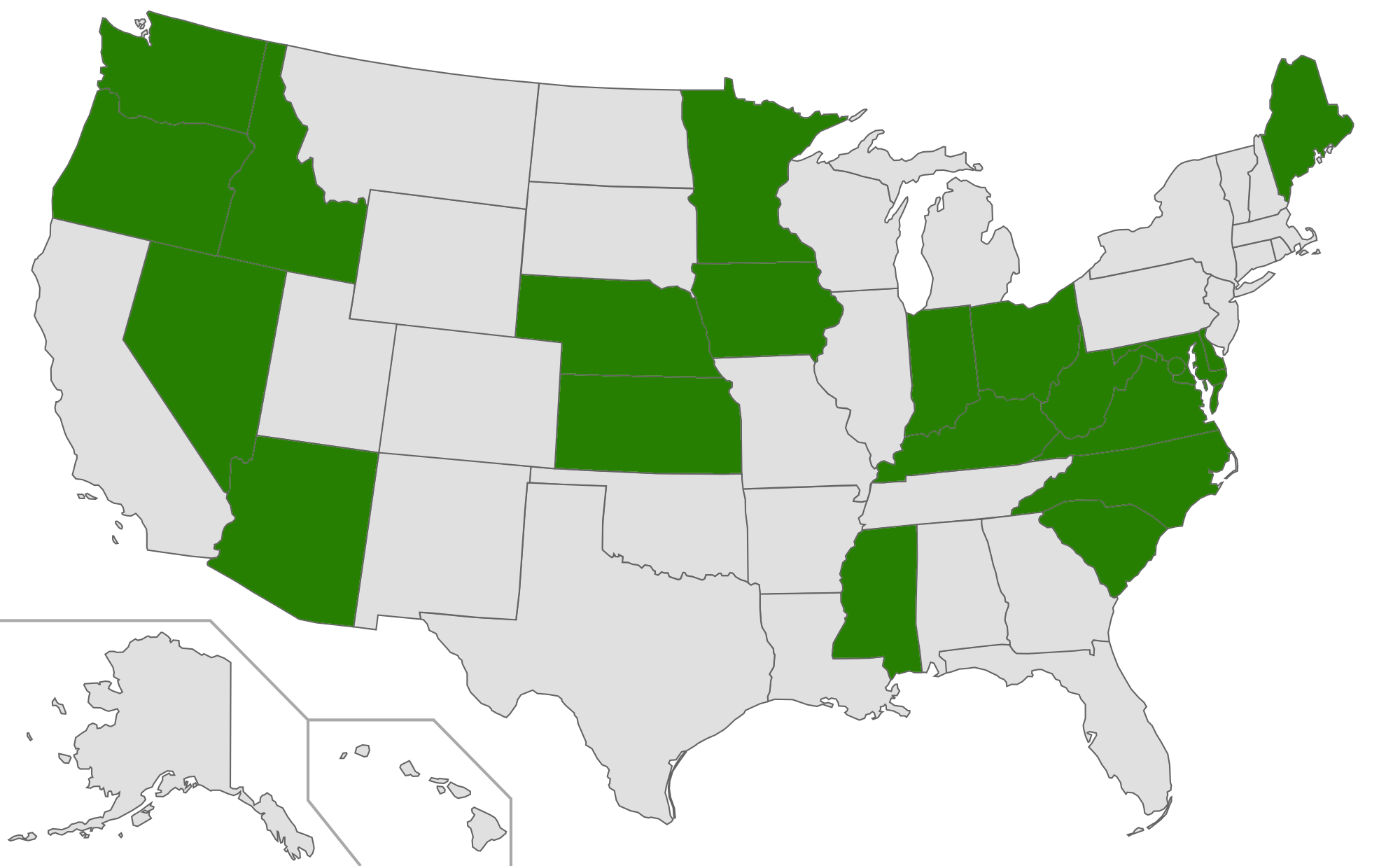
Bundesstaaten, in denen 17-Jährige an der Vorwahl teilnehmen dürfen:
Grün gefärbte Staaten gestatten den Minderjährigen die Teilnahme an der Vorwahl, wenn die Person bis zum Wahltag 18 Jahre alt wird.

Die Altersgrenze für die Volljährigkeit wird in den USA vom Bund, den Bundesstaaten und den Territorien festgelegt. In den meisten Bundesstaaten und Territorien sowie bei Anwendung von Bundesgesetzen liegt sie bei der Vollendung des 18. Lebensjahres. Besondere Regelungen bestehen u. a. in Alabama, Arkansas, Delaware, im District of Columbia, in Mississippi, Nebraska, Nevada, New York, Ohio, Tennessee, Utah, Wisconsin und Wyoming, wo die Altersgrenze teils bei 19, teils bei 21 Jahren liegt und teils erst beim Verlassen der High School erreicht wird.
Das aktive Wahlrecht wird mit der Vollendung des 18. Lebensjahres erreicht. In 19 Bundesstaaten dürfen 17-Jährige jedoch an Vorwahlen teilnehmen, sofern sie am eigentlichen Wahltag 18 Jahre alt sind.

#### Altersfreigabe von Filmen
Eine Schlüsselrolle im Jugendmedienschutz spielt in den Vereinigten Staaten die Motion Picture Association of America, die Kinofilme und Videos, die die Produzenten ihr freiwillig vorlegen, prüft und mit Altersfreigaben versieht, die für Kinoveranstalter und Einzelhandel verbindlich sind.

#### Führerschein
Das Mindestalter für den Führerscheinerwerb regeln in den USA die einzelnen Bundesstaaten. Dem Erwerb eines vollgültigen Führerscheins (je nach Bundesstaat ab einem Alter von 16–21 Jahren möglich), geht stets der eines Lernführerscheins (learner’s permit, ab 14–16 Jahren) und meist auch der eines „Führerscheins auf Probe“ (restricted licence; ab 14½–17 Jahren) voraus.

#### Mindestalter für den Kauf und Konsum von Tabakerzeugnissen und von Alkohol
Der Verkauf von Zigaretten und anderen Tabakerzeugnissen an Personen unter 18 Jahren ist illegal. In Alabama, Alaska, Utah sowie den Countys Onondaga (18 für Mitglieder des Militärs) und Nassau gilt sogar ein Mindestalter von 19 Jahren. In New York City sowie den Countys Suffolk, Englewood und Hawaii gilt ein Mindestalter von 21 Jahren.
Der Verkauf und öffentliche Ausschank von Alkohol an Personen unter 21 Jahren ist auf der Grundlage des National Minimum Drinking Age Act von 1984 bundesweit gesetzlich beschränkt. Nach diesem Gesetz werden alle Bundesstaaten, die den Alkoholverkauf und Ausschank an unter 21-Jährige gestatten, mit bis zu 10 % Verlust der durch den Bund zur Verfügung gestellten Fördermittel zur Autobahnfinanzierung bestraft. Bis zum Jahr 1984 hatten alle Bundesstaaten eigene Regelungen: Im Jahr 1975 galt in 23 Staaten ein Mindestalter von 18 Jahren, in 6 Staaten ein Mindestalter von 19 Jahren, in 7 Staaten ein Mindestalter von 18 Jahren für alkoholische Getränke mit geringem Alkoholgehalt und 21 Jahren für Getränke mit hohem Alkoholgehalt, 1 Staat hatte ein Mindestalter von 19 Jahren für alkoholische Getränke mit geringem Alkoholgehalt und 21 Jahren für Getränke mit hohem Alkoholgehalt, 1 Staat hatte ein Mindestalter von 20 Jahren und 12 Staaten ein Mindestalter von 21 Jahren. Ab dem Jahr 1988 hatten alle Bundesstaaten ein einheitliches Mindestalter von 21 Jahren, mit Ausnahme der inkorporierten Außengebiete Amerikanische Jungferninseln sowie Puerto Rico, wo ein Mindestalter von 18 Jahren gilt.
In 14 Bundesstaaten und im Hauptstadtdistrikt ist es Personen unter 21 Jahren auch im privaten Rahmen nicht erlaubt, Alkohol zu konsumieren; Eltern, die dies dulden, machen sich strafbar.

#### Mindestalter für den Kauf und Besitz von Schusswaffen
Das Mindestalter, von dem ab Personen legal Schusswaffen und zugehörige Munition erwerben und besitzen können, ist per Bundesgesetz und durch Gesetze der Bundesstaaten geregelt. In den meisten Bundesstaaten dürfen Gewehre ab 18 Jahren und Kurzwaffen ab 21 Jahren erworben werden.
| Entspricht den Vorgaben des „National Firearms Act“.                                             |                                        |                                                                  |                                        |                                      |
| Verkaufsbestimmung entsprechen dem „National Firearms Act“. Jedoch nicht die Besitzbestimmungen. |                                        |                                                                  |                                        |                                      |
| Entspricht nicht den Vorgaben des „National Firearms Act“.                                       |                                        |                                                                  |                                        |                                      |
| Bundesstaat                                                                                      | Mindestalter zum Erwerb von Kurzwaffen | Mindestalter zum Erwerb von Gewehren                             | Mindestalter zum Besitz von Kurzwaffen | Mindestalter zum Besitz von Gewehren |
| Alabama                                                                                          | 18                                     | 18                                                               | 18                                     | -                                    |
| Alaska                                                                                           | 18                                     | 18                                                               | -                                      | -                                    |
| Arizona                                                                                          | 18                                     | 18                                                               | -                                      | -                                    |
| Arkansas                                                                                         | 18                                     | 18                                                               | -                                      | -                                    |
| Colorado                                                                                         | -                                      | -                                                                | 18                                     | -                                    |
| Connecticut                                                                                      | 21                                     | 18                                                               | 21                                     | -                                    |
| Delaware                                                                                         | 21                                     | 18                                                               | -                                      | -                                    |
| Florida                                                                                          | 18                                     | 18                                                               | -                                      | 18                                   |
| Georgia                                                                                          | 18                                     | 18                                                               | 18                                     | -                                    |
| Hawaii                                                                                           | 21                                     | 21                                                               | 21                                     | 18                                   |
| Idaho                                                                                            | 18                                     | 18                                                               | -                                      | 18                                   |
| Illinois                                                                                         | 21                                     | 21                                                               | 21                                     | 21                                   |
| Indiana                                                                                          | -                                      | -                                                                | -                                      | 18                                   |
| Iowa                                                                                             | 21                                     | 18                                                               | 21                                     | 18                                   |
| Kalifornien                                                                                      | 21                                     | 18                                                               | -                                      | -                                    |
| Kansas                                                                                           | -                                      | -                                                                | 18                                     | -                                    |
| Kentucky                                                                                         | 18                                     | -                                                                | 18                                     | -                                    |
| Louisiana                                                                                        | 18                                     | 18                                                               | -                                      | -                                    |
| Maine                                                                                            | 18                                     | 16                                                               | -                                      | -                                    |
| Maryland                                                                                         | 21                                     | 18                                                               | 21                                     | -                                    |
| Massachusetts                                                                                    | 21                                     | 18                                                               | 21                                     | -                                    |
| Michigan                                                                                         | -                                      | -                                                                | -                                      | 18                                   |
| Minnesota                                                                                        | -                                      | -                                                                | -                                      | 16                                   |
| Mississippi                                                                                      | 18                                     | -                                                                | -                                      | -                                    |
| Missouri                                                                                         | 18                                     | 18                                                               | -                                      | -                                    |
| Montana                                                                                          | -                                      | -                                                                | -                                      | 14                                   |
| Nebraska                                                                                         | 21                                     | 18                                                               | 18                                     | -                                    |
| Nevada                                                                                           | 18                                     | -                                                                | -                                      | 18                                   |
| New Hampshire                                                                                    | 18                                     | -                                                                | 18                                     | -                                    |
| New Jersey                                                                                       | 21                                     | 18                                                               | 21                                     | 18                                   |
| New Mexico                                                                                       | -                                      | -                                                                | 19                                     | -                                    |
| New York                                                                                         | 21                                     | -                                                                | 21                                     | 16                                   |
| North Carolina                                                                                   | 18                                     | 12 für Nutzung unter Aufsicht einer Volljährigen Aufsichtsperson | 18                                     | -                                    |
| North Dakota                                                                                     | 18                                     | -                                                                | -                                      | -                                    |
| Ohio                                                                                             | 21                                     | 18                                                               | -                                      | -                                    |
| Oklahoma                                                                                         | 18                                     | 18                                                               | -                                      | 18                                   |
| Oregon                                                                                           | 18                                     | 18                                                               | -                                      | 18                                   |
| Pennsylvania                                                                                     | 18                                     | 18                                                               | -                                      | 18                                   |
| Rhode Island                                                                                     | 21                                     | 18                                                               | -                                      | 18                                   |
| South Carolina                                                                                   | 18                                     | -                                                                | -                                      | -                                    |
| South Dakota                                                                                     | 18                                     | 18                                                               | 18                                     | -                                    |
| Tennessee                                                                                        | 18                                     | 18                                                               | 18                                     | -                                    |
| Texas                                                                                            | 18                                     | 18                                                               | -                                      | -                                    |
| Utah                                                                                             | -                                      | -                                                                | -                                      | 18                                   |
| Vermont                                                                                          | 16                                     | 16                                                               | -                                      | -                                    |
| Virginia                                                                                         | 18                                     | -                                                                | 18                                     | -                                    |
| Washington                                                                                       | -                                      | -                                                                | -                                      | 18                                   |
| Washington, D.C.                                                                                 | 21                                     | 21                                                               | 21                                     | 21                                   |
| West Virginia                                                                                    | -                                      | -                                                                | 18                                     | -                                    |
| Wisconsin                                                                                        | 18                                     | 18                                                               | -                                      | 18                                   |
| Wyoming                                                                                          | 21                                     | 18                                                               | 21                                     | -                                    |

#### Sexualkontakte mit Minderjährigen

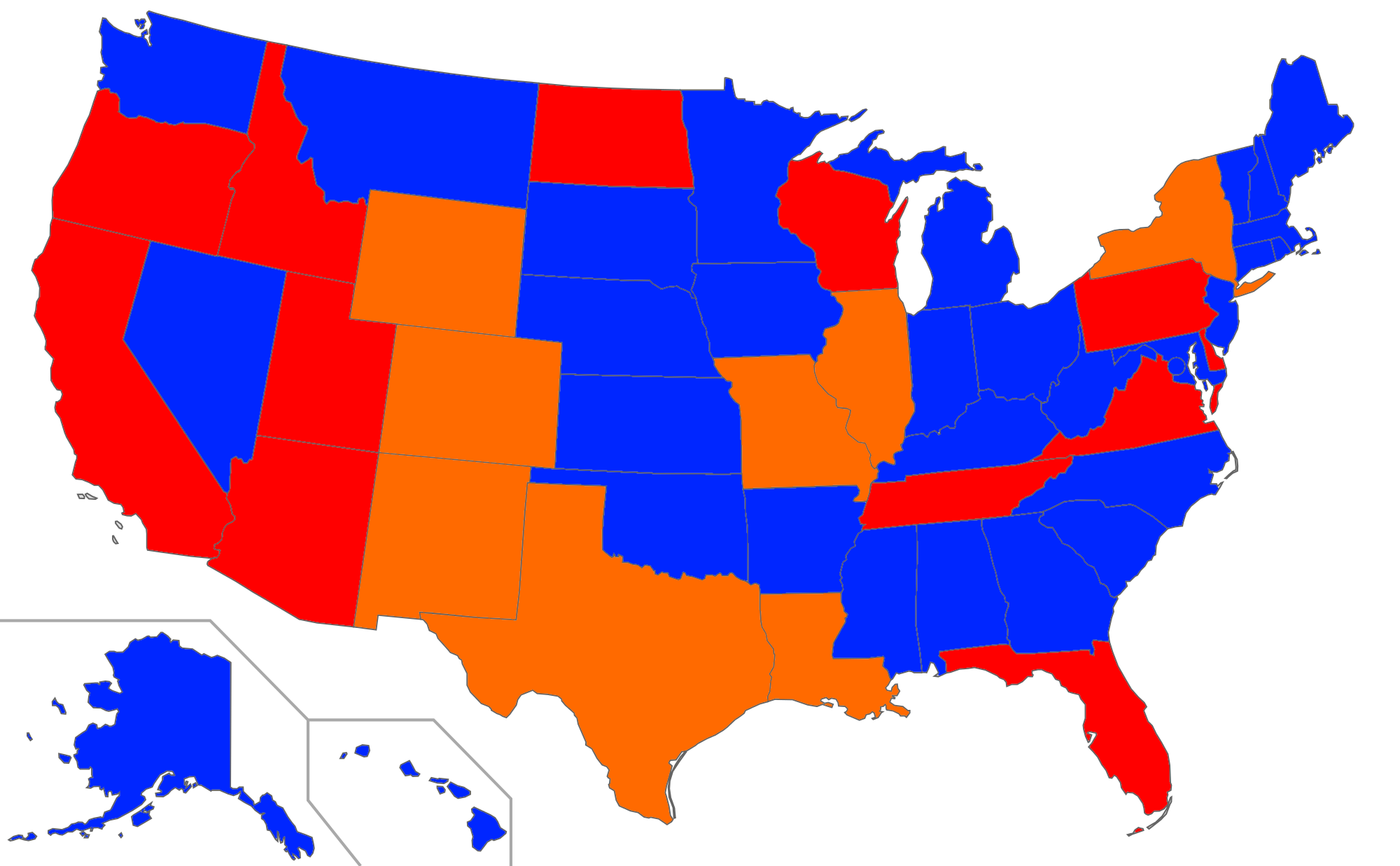
Schutzalter der Bundesstaaten:
Sexuelle Mündigkeit ab dem vollendeten 18. Lebensjahr
Sexuelle Mündigkeit ab dem vollendeten 17. Lebensjahr
Sexuelle Mündigkeit ab dem vollendeten 16. Lebensjahr

Statutory rape, d. h. sexuelle Handlungen mit Personen im Schutzalter, wird in den USA als schwerwiegende strafbare Handlung verfolgt. Die im deutschen Recht vorgesehene Unterscheidung zwischen sexuellem Missbrauch von Kindern und sexuellem Missbrauch von Jugendlichen gibt es im amerikanischen Recht nicht. Anders als das deutsche Gesetz zum sexuellen Missbrauch von Jugendlichen stellen die amerikanischen Gesetze zum statutory rape sexuelle Handlungen nicht nur unter bestimmten Voraussetzungen (z. B. bei „fehlender Fähigkeit des Opfers zur sexuellen Selbstbestimmung“) unter Strafe, sondern grundsätzlich. Die Festlegung des Schutzalters ist in den USA Sache der Bundesstaaten, sodass es keine bundeseinheitliche Regelung gibt. Sonderregelungen für gleichgeschlechtliche Handlungen existieren heute nicht mehr.
Regelungen der Bundesstaaten:
- Schutzalter liegt bei 16 Jahren in: Alabama, Alaska, Arkansas, Connecticut, District of Columbia, Georgia, Hawaii, Indiana, Iowa, Kansas, Kentucky, Maine, Maryland, Massachusetts, Michigan, Minnesota, Mississippi, Montana, Nebraska, Nevada, New Hampshire, New Jersey, North Carolina, Ohio, Oklahoma, Rhode Island, South Carolina, South Dakota, Vermont, Washington und West Virginia.
- Schutzalter liegt bei 17 Jahren in: Colorado, Illinois, Louisiana, Missouri, New Mexico, New York, Texas und Wyoming.
- Schutzalter liegt bei 18 Jahren in: Arizona, Delaware, Florida, Idaho, Kalifornien, North Dakota, Oregon, Pennsylvania, Tennessee, Utah, Virginia und Wisconsin.

Ausnahmen für Gleichaltrige:
- Arkansas: Sexuelle Kontakte mit einer Person, die 14 Jahre oder älter ist, mit einer Person unter 18 Jahren gestattet.[31]
- Colorado: Sexuelle Kontakte sind ab 15 Jahren gestattet, wenn der Partner maximal 4 Jahre älter ist, bei 16-Jährigen muss der Partner weniger als 10 Jahre älter sein.[32]
- Connecticut: Minderjährige zwischen 13 und 15 Jahren dürfen sexuelle Kontakte mit Partnern eingehen, die maximal 3 Jahre älter sind.[33]
- Delaware: 16- und 17-Jährige dürfen hier sexuelle Kontakte mit Partnern unter 30 Jahren eingehen.[34]
- Florida: 16- und 17-Jährige dürfen hier sexuelle Kontakte mit Partnern unter 24 Jahren eingehen.[35]
- Hawaii: Minderjährige ab 14 Jahren dürfen sexuelle Kontakte mit Personen eingehen, die weniger als 5 Jahre älter sind.[36]
- Indiana: Minderjährige ab 14 Jahren dürfen sexuelle Kontakte mit Personen eingehen, die das 18. Lebensjahr noch nicht vollendet haben.[37]
- Iowa: Minderjährige ab 14 Jahren dürfen sexuelle Kontakte mit Personen eingehen, die weniger als 4 Jahre älter sind.[38]
- Maine: Minderjährige ab 14 Jahren dürfen sexuelle Kontakte mit Personen eingehen, die weniger als 5 Jahre älter sind.[39]
- Minnesota: Minderjährige unter 13 Jahren dürfen sexuelle Kontakte mit Personen eingehen, die weniger als 3 Jahre älter sind; Minderjährige unter 16 Jahren dürfen sexuelle Kontakte mit Personen eingehen, die weniger als 4 Jahre älter sind.[40]
- New Hampshire: Minderjährige zwischen 13 und 15 Jahren dürfen sexuelle Kontakte mit Personen eingehen, die weniger als 3 Jahre älter sind.[41][42]
- New Jersey: Minderjährige zwischen 13 und 15 Jahren dürfen sexuelle Kontakte mit Personen eingehen, die bis zu 4 Jahre älter sind.[43]
- North Carolina: Sexueller Kontakt mit einer Person unter 16 Jahren ist nur dann gestattet, wenn der Partner maximal 4 Jahre älter ist, außer die Personen sind miteinander verheiratet.[44]
- Ohio: Minderjährige ab 13 Jahren dürfen Geschlechtsverkehr mit einer Person unter 18 Jahren haben.[45]
- Oklahoma: Minderjährige ab 14 Jahren dürfen Geschlechtsverkehr mit einer Person unter 18 Jahren haben.[46]
- Rhode Island: Jugendliche unter 18 Jahren dürfen Geschlechtsverkehr mit einer Person haben, die 14 oder 15 Jahre alt ist.[47]
- Tennessee: Minderjährige zwischen 13 und 17 Jahren dürfen sexuelle Beziehungen mit Personen eingehen, die maximal 4 Jahre älter sind.[48]
- Utah: Jugendliche ab 16 Jahren dürfen sexuelle Beziehungen mit Personen eingehen, die maximal 7 Jahre älter sind.[49]
- Virginia: Jugendliche ab 15 Jahren dürfen mit Personen unter 18 Jahren Geschlechtsverkehr haben.[50]

#### Mindestalter für den Eintritt in die Streitkräfte der Vereinigten Staaten
Die Streitkräfte der Vereinigten Staaten sind eine Berufsarmee; eine Wehrpflicht gibt es seit 1973 nicht mehr. Das Mindestalter für den Eintritt in die Streitkräfte wird durch § 505 des General Military Law geregelt. Es liegt bei 18 Jahren; 17-Jährige dürfen in die Streitkräfte eintreten, wenn ihre Eltern zustimmen.

### Körperstrafen und Kindesmisshandlung

#### Körperstrafen

Gesetzeslage zur Körperstrafe in den Vereinigten Staaten:
An Schulen und zu Hause zulässig
Nur zu Hause zulässig

Der einzige Bundesstaat, in dem Eltern und Pflegeeltern sich strafbar machen, wenn sie ihre Kinder körperlich bestrafen, ist Minnesota. In allen übrigen Staaten machen sie sich erst strafbar, wenn sie die Gesetze des jeweiligen Bundesstaates zur Kindesmisshandlung übertreten. In 23 Bundesstaaten machen auch Lehrer öffentlicher und privater Schulen sich nicht strafbar, wenn sie Schüler körperlich bestrafen. Nicht ungewöhnlich sind körperliche Strafen gegen Schüler insbesondere in Texas, Florida, Mississippi, Indiana, Arkansas, Louisiana und South Carolina.

#### Kindesmisshandlung
Nach Schätzungen des US-Department of Health & Human Services waren im Jahr 2005 899.000 Kinder Opfer von Kindesmisshandlung; das waren 1,2 % aller Minderjährigen; 62,8 % der Betroffenen wurden vernachlässigt, 16,6 % erlitten körperliche Gewaltakte, 9,3 % wurden sexuell missbraucht und 7,1 % wurden emotional oder psychisch misshandelt. Circa 1.460 Kinder starben im Jahre 2005 an den Folgen von Misshandlung.
Eine Studie National Survey of Children’s Exposure to Violence (NatSCEV) von 2011 zu Gewalt- und Missbrauchserfahrungen wurde unter 4503 Kindern und Jugendlichen von 0 bis 17 Jahren durchgeführt und beruhte weitgehend auf telefonischen Umfragen sowie stichprobenhaft auf Fragebögen und Interviews, wobei für 0- bis 9-Jährige jeweils eine erwachsene Bezugsperson befragt wurde. Diese Studie kam zu anderen Ergebnissen: sie zeigte für 41,2 %, also für etwas mehr als zwei Fünftel der in die Befragung einbezogenen Minderjährigen, körperliche Gewalt im letzten Jahr auf, und zwar für 37,1 % der weiblichen und 45,2 % der männlichen Minderjährigen, mit der höchsten Rate für 6- bis 9-Jährige (49,2 % aller 6- bis 9-Jährigen). Eine Verletzung erlitten dabei insgesamt 10,1 %, also etwas mehr als ein Zehntel der Minderjährigen (10,1 % der männlichen Minderjährigen, 7,1 % der weiblichen Minderjährigen), wobei die Rate für 14- bis 17-Jährige mit 16,6 % am höchsten lag. Sexuelle Gewalt- oder Missbrauchserfahrungen im letzten Jahr wurden für 7,5 % der weiblichen und 3,8 % der männlichen Minderjährigen berichtet, mit der höchsten Rate für 14- bis 17-Jährige (22,8 % der weiblichen und 10,3 % der männlichen 14- bis 17-Jährigen). Im Vergleich mit der NatSCEV-Studie von 2008 ergab sich im Zeitraum von 2008 bis 2011 ein geringfügiger Rückgang der meisten Formen von Gewalt und Missbrauch an Kindern und Jugendlichen. Die Autoren der Studie hoben hervor, dass in den USA hierzu bisher keine regelmäßigen, zuverlässigen Erhebungen durchgeführt werden.
In den USA hat sich verstärkt eine soziale Norm durchgesetzt, nach der Eltern – in der Praxis typischerweise Mütter – für eine kontinuierliche Beaufsichtigung ihrer Kinder zu sorgen haben und der Familie andernfalls Maßnahmen bis hin zu einer Inobhutnahme wegen Kindesvernachlässigung drohen. Der Bundesstaat Utah war im Jahr 2018 der erste Bundesstaat, der ein Gesetz verabschiedete, das die Definition von Vernachlässigung dahingehend änderte, dass es Eltern in dieser Angelegenheit mehr Spielraum gewährt: Mit dem sogenannten free-range parenting law werden Eltern geschützt, die ihren Kindern, deren Lebensalter und -erfahrung dafür ausreicht, eine gewisse Selbständigkeit gewähren, etwa indem sie ihnen erlauben, den Weg zur Schule alleine zurückzulegen.

### Strafmündigkeit
Der Beginn der Strafmündigkeit wird in den USA von den Bundesstaaten festgelegt und liegt – je nach Staat – zwischen dem vollendeten 6. und dem vollendeten 12. Lebensjahr.
Um junge Straftäter den Institutionen des Jugendstrafrechts zuführen zu können – deren Auftrag eher in der Rehabilitation als in der Bestrafung durch Freiheitsentzug besteht –, wird im amerikanischen Recht seit dem späten 19. Jahrhundert neben dem Begriff minor auch der Begriff juvenile („Jugendlicher“) verwendet. In den meisten Bundesstaaten bezeichnet dieser Begriff eine Person, die das 18. Lebensjahr noch nicht vollendet hat. In manchen Staaten (Connecticut, New York, North Carolina) gelten nur Personen unter 17 Jahren als juvenile, in wieder anderen sogar nur Personen unter 16 Jahren (Georgia, Illinois, Louisiana, Massachusetts, Michigan, Missouri, South Carolina, Texas).
In einigen Bundesstaaten (z. B. Indiana, Massachusetts) bestehen spezielle Jugendgerichte; in anderen werden Jugendgerichtsfälle neben gewöhnlichen Strafverfahren behandelt. Ihre Strafe verbüßen jugendliche Täter mit gemeinnützigen Arbeiten (community service) oder in speziellen Jugendstrafanstalten (youth detention centers), seltener in Bootcamps.

### Jugendkriminalität
An amerikanischen Jugendgerichten wurden im Jahr 2004 ca. 6,66 Mio. Jugendliche vor Gericht gestellt. Am häufigsten mussten diese Gerichte sich mit Fällen von Misshandlung (simple assault, 284.300 Fälle), Diebstahl (278.300), Strafvereitelung (216.500), Verstößen gegen die Drogengesetze (193.700), Belästigung der Allgemeinheit (disorderly conduct, 121.600), Vandalismus (96.300), Einbruch (95.500), Hausfriedensbruch (50.700), bewaffnetem Angriff (aggravated assault; 44.600), Waffenmissbrauch (41.000), Fahrzeugdiebstahl (33.900), Verstößen gegen die Alkoholgesetze (29.000) und Raub (21.100) auseinandersetzen. Fälle von Tötungsdelikten (1.700), Vergewaltigung (4.200), sexueller Nötigung (15.800) und nicht-gewaltsamen Verstößen gegen die Sexualstrafgesetze (inkl. statutory rape; 13.900) wurden weitaus seltener verhandelt.

### Minderjährige in Haft
Zum Zeitpunkt der Volkszählung des Jahres 2000 waren in den USA 133.610 Personen unter 18 Jahren in Haftanstalten und Jugendhaftanstalten untergebracht, darunter überproportional viele Afroamerikaner. 26.650 der Inhaftierten unter 18 Jahren waren Mädchen. 76.890 Jugendliche zwischen 15 und 17 Jahren hielten sich in Jugendstrafanstalten und 21.130 in regulären Strafanstalten auf. 35.590 Kinder und Jugendliche unter 15 Jahren lebten in Jugendstrafanstalten. Eine weitere Zahl liegt für das Jahr 2003 vor, in dem 96.655 Personen unter 18 Jahren in Jugendstrafanstalten untergebracht waren. In 117 Jugendstrafanstalten waren Kinder unter 11 Jahren untergebracht. Im Jahr 2005 wurden in den USA 1.403.555 Personen unter 18 Jahren verhaftet.
Eine 2004 vom House Committee on Government Reform in Auftrag gegebene Studie ergab, dass in den amerikanischen Jugendstrafanstalten im Jahre 2003 ca. 15.000 geisteskranke Kinder und Jugendliche nur deshalb untergebracht waren, weil sie keinen Zugang zu adäquater Behandlung hatten. In 33 Bundesstaaten war es möglich, geisteskranke Kinder und Jugendliche auch dann in Haft unterzubringen, wenn diese nicht gegen das Strafrecht verstoßen hatten.
Mit seiner Entscheidung im Verfahren Roper v. Simmons hat der U. S. Supreme Court 2005 festgestellt, dass es verfassungswidrig sei, einen Straftäter, der bei Ausübung der Tat jünger als 18 Jahre war, hinzurichten. Bis zu diesem Zeitpunkt konnten noch in 19 Bundesstaaten Todesurteile gegen Personen vollstreckt werden, die die Tat im Alter von unter 18 Jahren begangen hatten.
Seit Anfang der 1990er werden in den USA Bootcamps für jugendliche Strafverbrecher als Alternative zur Haftverbüßung eingesetzt. Zudem gibt es Bootcamps, in die Kinder und Jugendliche von ihren Eltern geschickt werden, wenn Erziehungsschwierigkeiten bestehen. Dabei geht es jeweils auch darum, die Kinder bzw. Jugendlichen gefügig zu machen. Nach einem Bericht des Justizministeriums von 2007 kam es von 1990 bis 2007 zu Tausenden Missbrauchsfällen und mehreren Todesfällen.

### Vermisste Kinder und Jugendliche
Von 1997 bis 1999 wurden jährlich durchschnittlich 797.500 Kinder und Jugendliche als vermisst gemeldet. Von diesen wurden 203.900 als von Verwandten und 58.200 als von Nichtverwandten und 115 als von einem völlig Fremden entführt eingestuft. Insgesamt 33.706 Personen unter 18 Jahren galten Ende 2016 als vermisst.

## Soziale Situation

### Familienformen

Lebensbedingungen amerikanischer Kinder, Familienformen 2004

Nach einer Studie des United States Census Bureau lebten in amerikanischen Haushalten im Jahre 2004 73,2 Millionen Kinder und Jugendliche unter 18 Jahren. 44,5 Mio. (60,8 %) dieser Kinder lebten mit beiden biologischen Eltern zusammen, 0,7 Mio. (0,9 %) mit Adoptivelternpaaren und 5,3 Mio. (7,2 %) in Stieffamilien.
26,4 % (19,3 Mio.) lebten nur mit einem Elternteil zusammen: 22,6 % (16,6 Mio.) mit der biologischen Mutter, 3,1 % (2,3 Mio.) mit dem biologischen Vater und 0,5 % (0,4 Mio.) mit einem Stief- oder Adoptivelternteil. 1,6 Mio. Kinder (2,2 %) lebten ohne Eltern bei den Großeltern und 0,6 Mio. (0,9 %) bei anderen Verwandten.

#### Zusammenleben mit einem Elternpaar
Die Studie von 2004 zeigte, dass das Leben in einer Kernfamilie für weiße Kinder eher eine Selbstverständlichkeit war als z. B. für afroamerikanische Kinder. 66,7 % aller weißen Kinder lebten mit beiden biologischen Eltern zusammen, aber nur 31,2 % aller schwarzen Kinder. Auffällig hoch war der Anteil der Kinder, die mit beiden biologischen Eltern zusammen lebten, auch bei den asiatisch-stämmigen Kindern (81,8 %).
Von allen Familienformen bot das Zusammenleben mit zwei verheirateten Elternteilen die größte wirtschaftliche Sicherheit. Nur 10 % aller Kinder, die mit zwei verheirateten Eltern zusammenlebten, lebten unterhalb der Armutsgrenze. Bei Kindern unverheiratet zusammenlebender Eltern betrug dieser Anteil bereits 31,4 %.
Im Jahr 2006 lebten 41,3 Mio. Kinder unter 15 Jahren mit zwei miteinander verheirateten Elternteilen zusammen. 27,6 % dieser Kinder wurden von einer nicht erwerbstätigen Mutter (stay-at-home mother) betreut, 0,7 % von einem nicht erwerbstätigen Vater (stay-at-home father).

#### Alleinerziehende Eltern
Für afroamerikanische Kinder bildete das Zusammenleben mit der Mutter (bei abwesendem Vater) die häufigste Familienform. 48,8 % aller schwarzen Kinder (5,5 Mio.) lebten ohne Vater bei ihrer biologischen Mutter, 1,6 % (0,2 Mio.) bei ihrer Stief- oder Adoptivmutter. Der Anteil der Kinder, die ohne Mutter bei ihrem Vater lebten, war bei allen ethnischen Gruppen vergleichbar niedrig (2,0–3,5 %).
36,5 % der Kinder, die nur mit einer unverheirateten Mutter zusammenlebten, lebten unterhalb der Armutsgrenze. Bei den Kindern, die allein mit einem unverheirateten Vater zusammenlebten, betrug dieser Anteil lediglich 16,6 %.

#### Stieffamilien
7,6 % der Kinder (5,5 Mio.) lebten mit mindestens einem Stiefelternteil zusammen; 5,7 % (4,1 Mio.) mit der biologischen Mutter und einem Stiefvater, 1,5 % (1,1 Mio.) mit dem biologischen Vater und einer Stiefmutter; die übrigen lebten mit dem Stiefelternteil allein. Weiße Kinder (8,5 %) lebten häufiger als asiatisch-stämmige (2,5 %), afroamerikanische (6,1 %) und hispanische Kinder (6,6 %) mit einem Stiefelternteil zusammen.

#### Adoptivfamilien
2,1 % aller Kinder (1,5 Mio.) hatten mindestens einen Adoptivelternteil. Die größte Gruppe dieser Kinder lebte bei einem Adoptivelternpaar (0,7 Mio.; 44,4 % aller Adoptivkinder), die zweitgrößte bei einem biologischen und einem Adoptivelternteil (0,5 Mio.; 30,3 %) und die drittgrößte bei nur einem Adoptivelternteil (0,3 Mio.; 19,8 %), letzteres weitaus häufiger bei einer Adoptivmutter (17,2 %) als bei einem Adoptivvater (2,6 %). Eine kleine Gruppe von Adoptivkindern (5,5 %) lebte in noch anderen Verhältnissen, z. B. mit einem Stief- und einem Adoptivelternteil. In vielen Bundesstaaten sind auch gleichgeschlechtliche Paare berechtigt, Kinder zu adoptieren.

#### Pflegefamilien
Nach einer Schätzung der US-Familienbehörde AFCARS lebten in den USA Anfang 2000 ca. 520.000 Kinder bei Pflegeeltern (foster parents). 117.000 davon erfüllten die Voraussetzung für eine Adoption. Die Unterbringung von Sozial- und Vollwaisen in Heimen und Waisenhäusern kommt in den USA heute nur noch vereinzelt vor.

#### Geschwister

Zahl der Geschwister, mit denen Kinder in den USA zusammenleben (Stand: 2004)

79 % aller Kinder lebten mit mindestens einem Geschwisterkind zusammen. 64 % lebten mit einem oder zwei Geschwistern, 10 % mit drei Geschwistern und 5 % mit vier oder mehr Geschwistern zusammen. 12 % aller Kinder lebten mit mindestens einem Halbgeschwister zusammen.

### Teenage-Mütter
Die Teenager-Geburtenrate erreichte ihren Höhepunkt im Jahre 1991 und ist seither gesunken, ist jedoch nach wie vor höher als in den meisten anderen wohlhabenden Ländern. Im Jahr 2002 brachten in den USA 0,43 Prozent aller Mädchen zwischen 15 und 19 Jahren ein Kind zur Welt (1991: 0,62 Prozent). 0,22 Prozent hatten einen Schwangerschaftsabbruch (1988: 0,44 Prozent). Bei afroamerikanischen Mädchen waren Schwangerschaftsabbrüche (0,67 Prozent) und Geburten (0,49 Prozent) häufiger als z. B. bei nicht-hispanischen weißen Mädchen (0,42 bzw. 0,39 Prozent).

### Teenage-Ehen
In den meisten US-Bundesstaaten wird die Ehemündigkeit mit der Vollendung des 18. Lebensjahres erreicht. Für jüngere Personen gibt es, wenn die Eltern oder ein Richter der Eheschließung zustimmen, viele Ausnahmeregelungen, die es in Einzelfällen möglich machen, dass bereits 13-Jährige heiraten.
Bei der Volkszählung des Jahres 2000 lebten 0,3 % der 15- bis 17-Jährigen (8.292 Jungen/33.433 Mädchen) mit ihrem Ehepartner zusammen. 0,1 % (8.108/7.955) hatten sich von ihrem Ehepartner getrennt, waren aber noch verheiratet; 1,3 % (96.173/69.983) waren von ihrem Ehepartner zwar nicht getrennt, lebten aber auch nicht mit ihm zusammen. 0,1 % (4.675/4.240) waren verwitwet, 0,1 % (5.208/4.570) geschieden.

## Ökonomische Situation

### Wohnsituation
Im Jahr 2006 lebten 66,5 % aller Familien mit Kindern im Eigenheim; 33,5 % hatten eine Wohnung oder ein Haus gemietet. Familien, in denen die Eltern miteinander verheiratet zusammenlebten, lebten häufiger (78,2 %) im Eigenheim als Familien alleinerziehender Väter (53,8 %) oder alleinerziehender Mütter (38,1 %).
Nach einem Bericht des National Center on Family Homelessness waren 2013 über 2,5 Millionen Kinder (jedes 30. Kind) obdachlos. Dies sind 8 % mehr als im Jahr zuvor.

### Familieneinkommen
Das mittlere Haushaltseinkommen (Median) betrug bei Familien mit eigenen Kindern im Jahre 2006 56.319 US-Dollar. In Familien, in denen die Eltern miteinander verheiratet zusammenlebten (72.948 $) war das Einkommen deutlich höher als bei alleinerziehenden Vätern (35.884 $) oder alleinerziehenden Müttern (23.008 $).
Nach einer Untersuchung des US-Census lebten im Jahr 2006 17,4 % aller Minderjährigen unterhalb der Armutsgrenze (18- bis 64-Jährige: 10,8 %). Nicht-hispanische weiße (10,0 %) und asiatisch-stämmige Kinder und Jugendliche (12,2 %) waren seltener arm als gleichaltrige Latinos (26,9 %) und Afroamerikaner (30,2 %). 18,8 % aller Minderjährigen lebten in Haushalten, die Leistungen aus dem Food Stamp Program, Sozialleistungen wie Supplemental Security Income oder ähnliches in Anspruch nahmen. Besonders häufig war dies in Haushalten alleinerziehender Mütter der Fall (42,2 %). Nach Auskunft des in Washington, D.C. ansässigen Urban Institute zahlen zwei Drittel der fast 11 Millionen Väter, die von ihren Kindern getrennt leben, keinen Unterhalt.
Eine staatliche Familienförderung durch finanzielle Leistungen wie Kindergeld oder Elterngeld gibt es in den USA nicht. Familien mit Kindern zahlen allerdings weniger Einkommensteuer als kinderlose Haushalte.
→ siehe auch: Kinderarmut in den Industrieländern
Einer 2015 veröffentlichten Studie zufolge hatten zu diesem Zeitpunkt zwischen 33 Millionen and 36,5 Millionen Kinder und somit nahezu die Hälfte der Kinder in den USA mindestens einen Elternteil mit Vorstrafen. Die Autoren des Berichts warnten vor den Folgen für die finanzielle Situation und Stabilität von Familien und vor langfristigen Auswirkungen auf das Wohlergehen der Kinder.

### Kinderarbeit

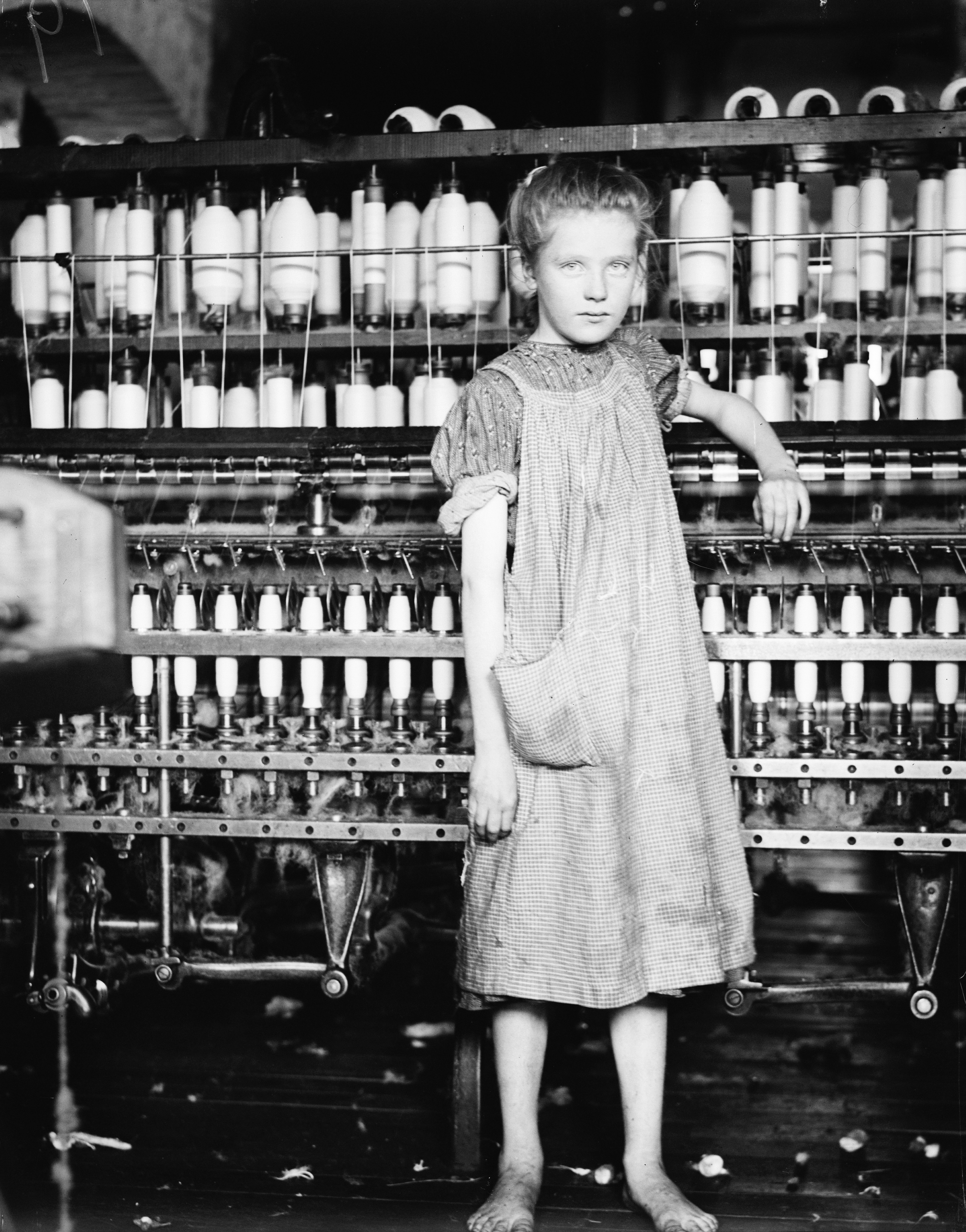
Eine 12-jährige Arbeiterin in einer Spinnerei in Vermont (fotografiert von Lewis Hine im Jahre 1910)

In den USA besteht bis heute kein generelles Verbot der Kinderarbeit. Ein landesweites Verbot vieler Formen der Kinderarbeit wurde erstmals mit dem 1938 verabschiedeten Fair Labor Standards Act geschaffen. Das Gesetz erlaubt, mit wenigen Ausnahmen, die Aufnahme der Erwerbstätigkeit erst im Alter von 15 Jahren. Über die legalen Ausnahmen hinaus ist auch illegale Kinderarbeit immer noch verbreitet, besonders in der Landwirtschaft, in Sweatshops, im Einzelhandel und in Produktionsbetrieben. In den 1990er Jahren legte Senator Tom Harkin (D) dem US-Kongress wiederholt den Entwurf zu einem Child Labor Deterrence Act (deutsch: „Gesetz zur Abschreckung der Kinderarbeit“) vor, der jedoch bis heute nicht verabschiedet wurde. Für die generelle Abschaffung der Kinderarbeit setzt sich auch die 1904 gegründete Non-Profit-Organisation National Child Labor Committee ein.

### Erwerbsarbeit Jugendlicher
Im Jahr 2006 gingen 45,4 % aller 16- bis 19-Jährigen einer Erwerbsarbeit nach. Der Anteil der Arbeitslosen lag in dieser Altersgruppe deutlich höher als in der Gesamtbevölkerung (21,7 %; Gesamtbevölkerung: 6,4 %).

## Bildung und außerfamiliäre Erziehung

### Schulbildung
Die Ausgestaltung des Schulsystems ist in den USA eine Sache der Bundesstaaten und der Schulbezirke (School districts), sodass sich die Regelungen regional stark unterscheiden können. Die Bildungspflicht beginnt je nach Bundesstaat mit der Vollendung des 5., 6., 7. oder 8. Lebensjahres und endet mit der Vollendung des 16., 17. oder 18. Lebensjahres. Eine Besonderheit des amerikanischen Schulsystems ist der Kindergarten, eine der ersten Klasse vorgeschaltete Klassenstufe, deren Besuch in den meisten Staaten freiwillig ist, in der 5-Jährige jedoch bereits nach einem normalen Grundschulablauf unterrichtet werden. Nach einer Schätzung des U. S. Department of Education waren im Jahr 2007 an den öffentlichen Schulen 48,7 Mio. Schüler und an den Privatschulen 6,4 Mio. Schüler eingeschrieben. Der Besuch öffentlicher Schulen (einschließlich Kindergartenstufe) ist kostenlos; an den Privatschulen, die mehrheitlich konfessionell gebunden sind, werden Gebühren (tuition) in Höhe von durchschnittlich 4.689 Dollar pro Schuljahr erhoben. Schüler unterschiedlicher Altersgruppen besuchen in den meisten Schulbezirken spezielle Schulstufen (Elementary School, Middle School oder Junior High School, High School), begabte Kinder werden jedoch grundsätzlich an denselben Schulen unterrichtet wie weniger begabte. Für hochbegabte Kinder stehen innerhalb der allgemeinen Schulen meist besondere Förderprogramme (educational enrichment, von der Middle School an: honors programs) zur Verfügung. Auf der Grundlage des Individuals with Disabilities Education Act (IDEA) werden an den allgemeinen Schulen seit 1975 auch behinderte und lernschwache Kinder integriert.
Charakteristisch für die amerikanische Gesellschaft – besonders für die Mittelschicht – ist eine hohe räumliche Mobilität und eine ebenso hohe Selektivität des Wohnsitzes. Maßgeblich für die Wohnsitzwahl ist in vielen Mittelschichtfamilien die Zugehörigkeit des Stadtteils zu einem bestimmten Schulbezirk. Da über die Höhe der Schulsteuern, die in vielen Schulbezirken über die Grundsteuer erhoben wird, lokal per Wählervotum entschieden wird, kann sich die finanzielle Ausstattung und damit letztlich auch die Qualität der öffentlichen Schulen von Schuldistrikt zu Schuldistrikt drastisch unterscheiden.
Die Schulausbildung endet mit dem Erwerb des High School-Diploms, das mit dem Abschluss der 12. Klasse erworben wird und die Absolventen zum Besuch einer weiterführenden Schule, z. B. eines Colleges, berechtigt. In den meisten Bundesstaaten sind Schüler der oberen Klassen der High Schools nicht mehr bildungspflichtig und können die Schulausbildung abbrechen, bevor sie das Diplom erlangen. Im Jahr 2005 betrug der Anteil der Schulabbrecher (dropouts) 9,4 %. Junge Latinos (22,5 %) und Afroamerikaner (10,8 %) brachen die Schule weitaus häufiger ab als nicht-hispanische Weiße (6,0 %) und Asiaten (2,8 %).
Der Besuch einer Schule kann in den USA durch Hausunterricht (homeschooling) ersetzt werden; im Jahr 2003 haben ca. 1,1 Mio. Schüler (etwa 2,2 % aller bildungspflichtigen Kinder) von dieser Möglichkeit Gebrauch gemacht.
In den Vereinigten Staaten sind im Jahr 2024 in mindestens acht Bundesstaaten – Kalifornien, Idaho, Indiana, Louisiana, Minnesota, Ohio, South Carolina und Virginia – Regelungen zum Verbot oder zur Einschränkung der Nutzung von Mobiltelefonen an Schulen eingeführt oder erweitert worden.
Im Schuljahr 2022/2023 wurden nach Berechnungen der Washington Post insgesamt mehr als 1.150 Schusswaffen an Grund-, Mittel- und Oberschulen beschlagnahmt, also etwa sechs pro Schultag; die tatsächlichen Zahlen werden höher geschätzt. Das Durchschnittsalter derer, die die Waffen in Rucksäcken, Handtaschen oder unter der Kleidung auf das Schulgelände brachten, lag bei 16 Jahren. Einige Schulen haben zur Verhinderung von Waffengewalt an Schulen durchgesetzt, dass nur noch durchsichtige Rucksäcke mitgebracht werden dürfen.

### Militärschulen
Eine Besonderheit des amerikanischen Schulwesens sind Military Boarding Schools, private Internate mit militärischem Charakter (eine Art Kadettenschulen), in denen traditionell vor allem verhaltensauffällige Kinder und Jugendliche untergebracht werden; formal sollen diese Schulen freilich das Studium an einer Militärakademie bzw. den Eintritt in die amerikanischen Streitkräfte vorbereiten. Das Angebot richtet sich an Kinder und Jugendliche von 12–15 Jahren, manche Einrichtungen betreuen jedoch bereits 7-Jährige. Etwa die Hälfte der Schulen nimmt nur Jungen auf, die übrigen sind koedukativ.

### Außerfamiliäre Erziehung und Betreuung
In den USA werden Erziehungszeiten, die über den Mutterschutz hinausgehen, weder vom Staat noch vom Arbeitgeber unterstützt. Im Jahr 2003 waren 54 % aller Mütter von Säuglingen berufstätig. Von den Müttern mit Kindern unter 6 Jahren sind 62,8 % arbeiten gegangen, von den Müttern mit Kindern im Schulalter (6–17 Jahre) 77,9 %. Besonders hoch ist der Erwerbstätigenanteil bei geschiedenen (84 %), getrennt lebenden (77,3 %) und unverheirateten Müttern (73 %).

#### Vorschulkinder

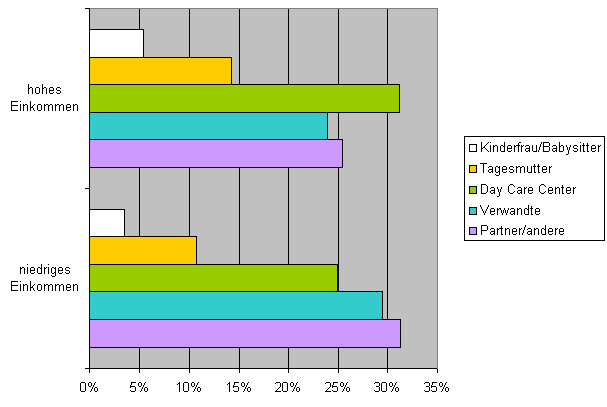
Formen der Betreuung für Kinder unter 5 Jahren mit erwerbstätigen Müttern (Stand: 2002)

Familien, in denen beide Elternteile eine Vollzeittätigkeit ausüben, haben in den USA die Wahl zwischen verschiedenen Formen von Kindertagesbetreuung (child day care). Vor allem Gutverdienende nehmen die Leistungen von Day Care Centers in Anspruch; das sind Service-orientierte privatschulähnliche Einrichtungen, in denen Kinder im Alter von 3 Monaten bis 5 Jahren in Kleingruppen ganztags betreut und unterrichtet werden. Eine preiswertere Alternative bieten Family Day Care-Einrichtungen, d. h. Betreuungsprogramme, die in Privathaushalten von Tagesmüttern organisiert werden.
Im Alter von 5 Jahren werden die meisten Kinder in den Kindergarten der Grundschule eingeschult (siehe weiter oben). Da zu diesem Zeitpunkt bereits Buchstaben- und Zahlenkenntnisse vorausgesetzt werden, wird auch bei den Vorschulkindern der akademischen Förderung weitaus größere Beachtung geschenkt als etwa in Deutschland. Im Jahr 2005 haben zwei Drittel der 4-Jährigen und mehr als 40 % der 3-Jährigen entweder ein Day Care Center oder eine Vorschule besucht. Vorschulprogramme (preschool, nursery school), die nur eine Teilzeitbetreuung bieten, werden meist von Kirchen und anderen privaten Einrichtungen getragen und sind kostenpflichtig. Eine Ausnahme bildet das staatliche Programm Head Start, das speziell auf Kinder aus sozial schwachen Familien ausgerichtet ist.
2008 waren in den Vereinigten Staaten 1.302.000 Kinderfrauen (Nannys) beschäftigt. Bei 48.750.000 Haushalten mit Kindern unter 12 Jahren war das 1 Kinderfrau in jedem 37. solchen Haushalt.

#### Schulkinder
Die öffentlichen Schulen betreiben keine eigenen Hortprogramme. Viele Grundschulen stellen ihre Räumlichkeiten aber Non-Profit-Organisationen zur Verfügung, die darin vor Schulbeginn und nach Schulschluss kostenpflichtige Betreuungsprogramme organisieren, die von Familien nach Bedarf gebucht werden können.
Betreuungslücken ergeben sich in vielen Familien auch durch die Schulferien. Kinder aus Familien, in denen beide Eltern berufstätig sind, besuchen in dieser Zeit häufig kostenpflichtige Ferienprogramme (camps), die ebenfalls von vielen Non-Profit-Organisationen veranstaltet werden.

#### Privatunterricht

##### Religionsunterricht
Eine Umfrage der City University of New York aus dem Jahr 2001 ergab, dass sich zu diesem Zeitpunkt 52 % der befragten Erwachsenen als protestantisch, 24,5 % als römisch-katholisch und 0,3 % als orthodox bezeichneten. Bei einer Studie aus dem Jahr 2004 gaben 43 % der Befragten an, dass sie mindestens einmal wöchentlich zur Kirche gehen. Da an den öffentlichen Schulen kein Religionsunterricht erteilt wird, besucht die Mehrzahl der christlichen Kinder neben dem Schulunterricht auch irgendeine Form von Sonntagsschule. Kinder gläubiger Juden (1,4 % der erwachsenen Bevölkerung) erhalten ihre religiöse Unterweisung in der Hebräischschule.
Der Begriff der Religionsmündigkeit, wie er in Deutschland im Gesetz über die religiöse Kindererziehung formuliert ist, hat im amerikanischen Recht keine Entsprechung. Eltern bestimmen über die religiöse Erziehung ihrer Kinder bis zu deren Volljährigkeit.

##### Sport

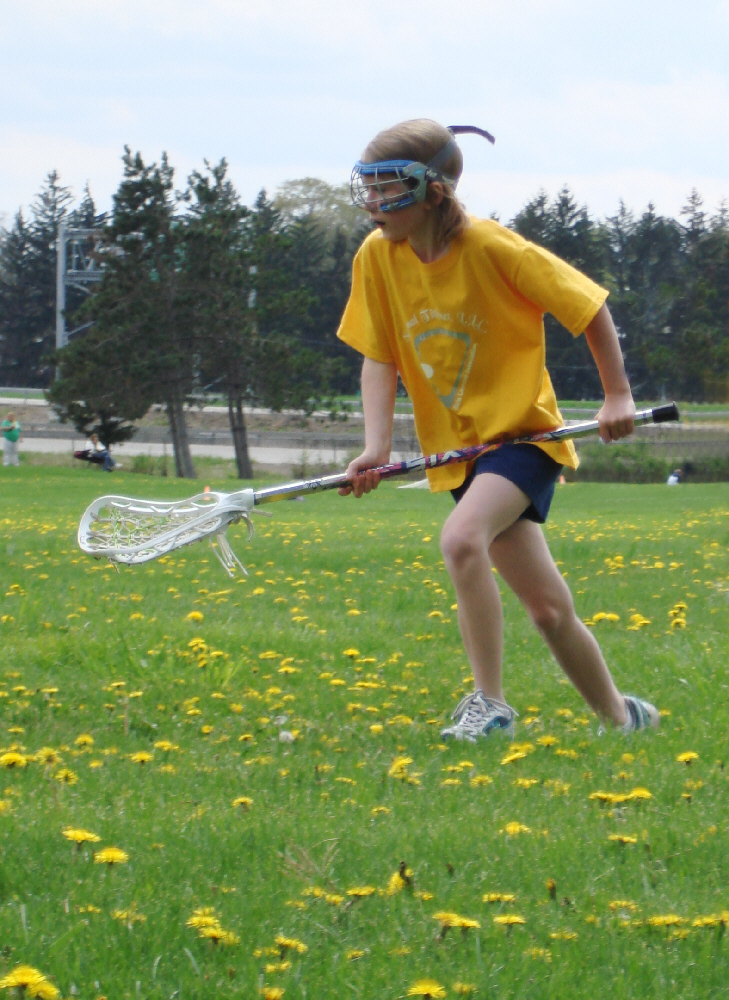
Eine besonders bei Mädchen beliebte Sportart ist Lacrosse.

Obwohl Sportunterricht auch an den Schulen erteilt wird, treiben ca. 20 Mio. Kinder und Jugendliche in den USA irgendeine Form von außerschulischem Sport. Nicht-hispanische weiße Teenager (43,3 %) nehmen an außerschulischen sportlichen Aktivitäten häufiger teil als ihre afroamerikanischen Altersgenossen (29,5 %). Die bei den 12- bis 17-Jährigen am weitesten verbreiteten Sportarten in den Vereinigten Staaten sind: Fahrradfahren (42,7 %), Schwimmen (42,6 %), Basketball (36,3 %), American Football (22,6 %), Volleyball (19,3 %), Baseball (18,9 %), Softball (16,3 %) und Fußball (16,1 %).

##### Musik- und Instrumentalunterricht
Singen und Instrumentalunterricht ist an amerikanischen Schulen von der Grundschule an ein traditioneller Bestandteil des Musikunterrichts. Da Einzelunterricht an der Schule nicht möglich ist, wird im Instrumentalunterricht vorzugsweise das Spiel von Blockflöte (bis zur 4. Klasse) und Blasinstrumenten gelehrt, seltener Streichinstrumente wie Violine. Viele Grundschulen und die meisten Middle Schools und High Schools haben einen Chor und ein Orchester. Die Teilnahme ist freiwillig und wird von Mädchen stärker nachgefragt als von Jungen. Bei einer Gallup-Erhebung aus dem Jahr 2003 gaben 37 % der (erwachsenen) Befragten an, sie spielten ein Instrument. 64 % davon hatten den Unterricht im Alter von 5–11 Jahren begonnen. 30 % hatten ihren Instrumental-Erstunterricht in der Schule erhalten, 26 % bei einem Privatlehrer; die übrigen waren Autodidakten. Die bei Privatlehrern am häufigsten studierten Anfängerinstrumente sind Klavier, Violine, Gitarre, Saxophon und Klarinette. Viele Teenager nehmen auch Gesangsunterricht.

## Gesundheit

### Krankenversicherung
Im amerikanischen Gesundheitssystem gibt es weder eine Versicherungspflicht, noch gibt es eine allgemeine gesetzliche Krankenversicherung, sodass das Krankenversicherungswesen überwiegend in der Hand von HMOs und profitorientierten Versicherungsunternehmen liegt. Das staatliche Krankenversicherungsprogramm Medicaid hat Sozialhilfe-ähnlichen Charakter und kann nur von Personen und Familien mit niedrigem Einkommen genutzt werden. Der Anteil der Kinder und Jugendlichen bis 17 Jahre, die Anspruch auf Leistungen von Medicaid hatten, betrug im Jahr 2002 24,5 %. Für Medicaid qualifizieren sich jedoch nur die Ärmsten, und viele Familien, deren Einkommen knapp über der Bemessungsgrenze liegt, haben weder Anspruch auf Leistungen von Medicaid noch können sie für ihre Kinder eine Krankenversicherung bezahlen. Zwar steht für diesen Personenkreis seit 1997 das von Edward Kennedy, Orrin Hatch und Hillary Clinton geförderte State Children's Health Insurance Program (SCHIP) zur Verfügung. Dennoch waren auch in den Jahren 2004–2006 5,5 Mio. Kinder und Jugendliche (7 % aller Personen bis 18 Jahre) aus Familien mit geringem Einkommen ohne Krankenversicherungsschutz. Besonders hoch war der Anteil der unversicherten Kinder in den Bundesstaaten Texas (14 %), Arizona, New Mexico (je 11,6 %), Mississippi (10,8 %) und Florida (10,7 %).
Im Zeitraum 2001/2002 haben 12 % aller Kinder und Jugendlichen bis 18 Jahre in den vergangenen 12 Monaten weder einen Arzt noch ein Krankenhaus besucht. Bei Latino- (18,7 %) und afroamerikanischen Kindern (13,5 %) kam dies häufiger vor als bei nicht-hispanischen weißen Kindern (9,7 %), bei armen Kinder (17,2 %) häufiger als bei Kindern aus Familien mit ausreichendem Einkommen (9,5 %).
Präsident Barack Obama unterzeichnete am 4. Februar 2009 den Children’s Health Insurance Reauthorization Act of 2009 (CHIPRA), auf dessen Grundlage SCHIP 4 Mio. zusätzlichen Kindern und Schwangeren zugutekommen soll.
Im Zusammenhang mit Bemühungen der Regierung, den Versicherungsschutz während und nach der Covid-19-Pandemie zu verbessern, sank die Zahl der Kinder ohne Krankenversicherung von 2019 bis 2023 von 5,1 % auf 3,9 %.

### Gesundheitsrisiken und -probleme

#### Übergewicht

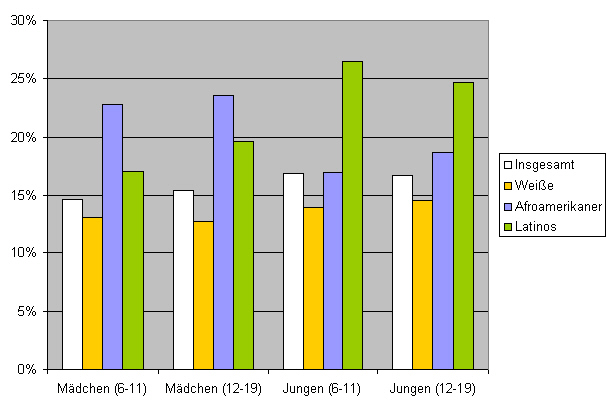
Anteil übergewichtiger Kinder in den USA (Stand:1999–2002)

Eine Untersuchung des National Center for Health Statistics aus den Jahren 1999–2002 ergab, dass in diesem Zeitraum 15,8 % der 6- bis 11-Jährigen und 16,1 % der 12- bis 19-Jährigen übergewichtig waren.
In den Jahren 2017-2020 wurden bereits 14,7 Millionen übergewichtige und adipöse Kinder vom CDC registriert, was einem Anteil von 19,7 % entspricht.
2010 initiierte die First Lady Michelle Obama die Initiative Let’s Move, um der Adipositas von Kindern in den USA zu begegnen.

#### Rauchen
Aufgrund des hohen gesetzlichen Mindestalters für Käufer von Tabakerzeugnissen (siehe: Altersgrenzen) und der sozialen Stigmatisierung ist das Rauchen bei Kindern und Jugendlichen (underage smoking) nur noch relativ wenig verbreitet. Laut internationaler HBSC-Vergleichsstudie der WHO haben die USA die niedrigste Quote rauchender Jugendlicher aller Industriestaaten. Eine nationale Studie der Centers for Disease Control and Prevention zeigte 2011, dass 18,11 % der 14- bis 18-jährigen (Klassenstufen 9–12) im Monat vor der Befragung mindestens einmal Tabak konsumiert hatten. 10,8 % der Schüler der höchsten Klassenstufe 12 rauchten an mindestens 20 Tagen im Monat; weiße Schüler ca. 3-mal häufiger als schwarze und Hispanics. Jugendliche aus niedrigen sozialen Schichten rauchten signifikant häufiger als jene aus höheren sozialen Schichten. Nach einer Schätzung der US-Gesundheitsbehörde (U.S. Department of Health and Human Services) lebten im Jahr 2000 in den USA 22 Mio. 3- bis 11-Jährige und 18 Mio. 12- bis 19-Jährige als Passivraucher.
In den Folgejahren verlagerte sich der Konsum von Zigaretten auf elektronische Dampfgeräte. Im Jahr 2019 konsumierten laut der US-Lebensmittelüberwachungsbehörde FDA fünf Millionen Jugendliche in den USA regelmäßig E-Zigaretten.

#### Alkoholmissbrauch
Obwohl der Verkauf und Ausschank von Alkohol an Kinder und Jugendliche gesetzlich streng geregelt ist (siehe: Altersgrenzen), trinken laut einer Studie der Columbia University aus dem Jahre 2003 Kinder und Jugendliche von 12 bis 20 Jahren dennoch 19,7 Prozent allen Alkohols, der in den USA verkauft wird. Eine CDC-Studie aus demselben Jahr, bei der 14- bis 18-jährige Schüler befragt worden waren, zeigte u. a., dass nur jeder zweite in dieser Altersgruppe gar keinen Alkohol trank und dass jeder vierte Binge-Drinking praktizierte.
Personen unter 21 Jahren, die mit einer Blutalkoholkonzentration von mehr als 0,1 Promille am Steuer angetroffen werden, verlieren nach einer bundesweit einheitlichen Regelung automatisch ihren Führerschein. Nach der CDC-Studie waren 12,1 % der befragten Schüler innerhalb des Monats vor der Erhebung mindestens einmal in alkoholisiertem Zustand Auto gefahren, 30,2 % hatten sich in diesem Zeitraum von einem alkoholisierten Fahrer mitnehmen lassen. Autounfälle, bei denen Alkoholmissbrauch im Spiel ist, gehören zu den führenden Todesursachen bei amerikanischen Jugendlichen. Im Jahr 2003 starben bei Verkehrsunfällen 3.571 Fahrer zwischen 16 und 20 Jahren; circa 32 % von ihnen hatten Alkohol getrunken.

#### Drogenmissbrauch
Der Missbrauch illegaler Drogen weist bei Kindern und Jugendlichen in den USA einen ähnlichen Verbreitungsgrad auf wie das Rauchen. Nach einer Statistik des Forum on Child and Family Statistics hatten im Jahr 2006 8,1 % der Schüler der Klassenstufe 8, 16,8 % der Schüler der Klassenstufe 10 und 21,5 % der Klassenstufe 12 innerhalb der letzten 30 Tage vor der Befragung illegale Drogen konsumiert. Die von Jugendlichen am häufigsten konsumierten illegalen Drogen sind: Marihuana, Ecstasy, Heroin (v. a. inhaliert) und Crack-Kokain. Viele Eltern überwachen ihre Kinder mit Hilfe frei verkäuflicher Drogen-Test-Kits. Im Jahr 2022 verstarben 884 Jugendliche im Alter von 14 bis 18 Jahren an der Droge Fentanyl. Dies waren 80 % der durch Drogen verstorbenen Jugendlichen. Häufig blieb ungeklärt, ob die Jugendlichen wussten, dass die von ihnen eingenommene Substanz Fentanyl enthielt.
Im Zuge der Opioid-Epidemie stieg der Anteil der Neugeborenen mit Opioidentzugssyndrom auf 27.000 Fälle im Jahr 2013, fünfmal so viel wie zehn Jahre zuvor.

#### Chronische Erkrankungen
Zu den häufigsten chronischen Erkrankungen bei Kindern und Jugendlichen in den USA zählen Allergien (34 % aller Kinder und Jugendlichen bis 18 Jahre), Asthma (9 % der unter 18-Jährigen), Migräne (5–10 % der 5- bis 18-Jährigen), Epilepsie (ca. 0,8 % der 5- bis 14-Jährigen), Rheuma (0,4 % der unter 18-Jährigen) und Diabetes (0,22 % der unter 21-Jährigen). 10–20 % aller Säuglinge erkranken an Neurodermitis, sind als Erwachsene jedoch mehrheitlich beschwerdefrei.
Nach einer Schätzung der US-Gesundheitsbehörde lebten in den USA im Jahre 2004 3.927 Kinder mit HIV oder Aids, darunter überproportional viele afroamerikanische Kinder.

#### Chirurgische Eingriffe
Der an Kindern am häufigsten durchgeführte chirurgische Eingriff ist die Zirkumzision, die bei männlichen Neugeborenen routinemäßig am Tag nach der Geburt vorgenommen wird. Über die Verbreitung dieser Praxis werden in den Literatur sehr unterschiedliche Angaben gemacht; sie reichen von 55,9 % bis 79 %. Von Kalifornien ausgehend, wo Aktivisten im Herbst 2010 ein Verbot der Routinebeschneidung gefordert haben, ist seitdem eine landesweite gesellschaftliche Debatte über das Thema entstanden.

#### Behinderungen und Lernstörungen
Statistiken über Lernstörungen und geistige Störungen bei Schulkindern in den USA sind erleichtert zugänglich, seit durch den Individuals with Disabilities Education Act (IDEA) die Integration behinderter Kinder an den öffentlichen Schulen bundeseinheitlich geregelt wird. Sprunghaft angestiegen ist seitdem insbesondere die Zahl der Kinder, bei denen Autismus diagnostiziert wird.
Die bei Schulkindern am häufigsten diagnostizierten Probleme sind spezifische Lernbehinderungen wie z. B. Legasthenie (Zahl der Kinder, die 2005 mit einem solchen Problem an öffentlichen Schulen integrativ unterrichtet wurden: 2,6 Mio.), Sprechstörungen (1,5 Mio.), geistige Behinderungen (0,5 Mio.), emotionale Störungen (0,4 Mio.), Entwicklungsstörungen (0,3 Mio.; vor allem bei Vorschulkindern), Autismus (0,2 Mio.) und Mehrfachbehinderungen (0,1 Mio.). Im Zeitraum 2001/02 wurde bei 7,2 % der 3- bis 17-Jährigen die Aufmerksamkeitsdefizitstörung ADHS diagnostiziert, und zwar bei Jungen weitaus häufiger als bei Mädchen.

#### Psychopharmaka
Einer Studie von 2020 zufolge ist in den USA die Rate der Verschreibung antipsychotischer Medikamente an Kinder deutlich höher als in europäischen Staaten.

### Sterblichkeit

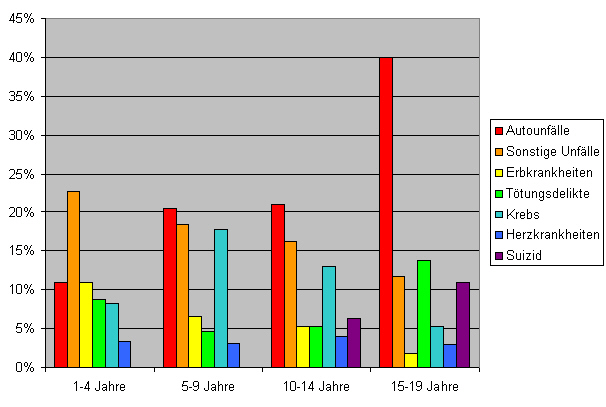
Führende Todesursachen bei Kindern in den USA (Stand: 2002)

Nach einer Schätzung des CIA World Factbook lag die Säuglingssterblichkeit, d. h. die Sterblichkeit innerhalb des ersten Lebensjahres, in den USA 2007 bei 0,64 %. Die Kindersterblichkeit, d. h. die Sterblichkeit innerhalb der ersten fünf Lebensjahre, lag 2003 bei 0,8 % (Schätzung).
Die häufigsten Todesursachen bei Säuglingen sind Erbkrankheiten (20,1 %), Frühgeburt (16,5 %), Plötzlicher Kindstod (8,2 %) und Schwangerschaftskomplikationen der Mutter (6,1 %). Bei Kindern über einem Jahr bilden Unfälle die häufigste Todesursache, wobei sich die Art der Unfälle mit dem Alter der Kinder verschiebt. Während Kinder mit zunehmendem Alter seltener ertrinken, verbrennen oder ersticken, bilden Autounfälle eine zunehmend häufige Todesursache (1- bis 4-Jährige: 11 %; 5- bis 9-Jährige: 20,6 %; 10- bis 14-Jährige: 21,2 %; 15- bis 19-Jährige: 40 %). Als Fußgänger oder Radfahrer verunglücken Kinder im Autoland USA nur vereinzelt. Bei Teenagern über 15 Jahren spielen auch Vergiftungsunfälle (v. a. durch Alkohol oder andere Drogen) eine Rolle (3,5 %).
Die nach den Unfällen häufigste Todesursache bilden bösartige Tumoren (bei den 1- bis 19-Jährigen: 8,5 %). An erblichen Krankheiten sterben 4,6 %, an Herzkrankheiten 3,2 %, an chronischen Lungenkrankheiten 1,1 %, an Influenza oder Lungenentzündung 1,1 %. Weitere verbreitete Todesursachen sind Sepsis, Schlaganfälle (Cerebrovascular disease) und gutartige Tumoren.
10,6 % aller Kinder und Jugendlichen, die in den USA vor der Vollendung ihres 19. Lebensjahres sterben, fallen einem Tötungsdelikt zum Opfer. Betroffen sind vor allem Jugendliche ab 15 Jahren (13,7 %), aber auch Kleinkinder (8,7 %). Bei den 10- bis 19-Jährigen bildet Suizid eine weitere häufige Todesursache (9,9 %). Tödliche Unfälle mit Schusswaffen sind in den USA nichts Außergewöhnliches, treten in der Statistik jedoch in den Hintergrund (bei den 5- bis 19-Jährigen: 0,7 %).
Laut einer Veröffentlichung der University of Michigan war im Jahr 2020 der Tod durch Schusswaffen im Jahr die häufigste Todesursache für Kinder und junge Menschen bis 19 Jahren: Etwa 4.300 starben durch Schusswaffen – sei es durch absichtliche Tötungen oder Unfälle. Durch Verkehrsunfälle kamen etwa 3.900 um, und an dritter Stelle standen Drogen mit mehr als 1.700 Todesfällen. Die Zahlen sind jeweils auf das Jahr 2020 und die Altersspanne von 1 bis 19 Jahren bezogen. Auf die gesamte Bevölkerung der USA bezogen starben in diesem Zeitraum 45.000 Menschen durch Schusswaffen.

## Politik

### Kinder- und Jugendfürsorge
Die für Kinder und Jugendliche zuständige Behörde ist in den Vereinigten Staaten die Administration for Children and Families (ACF; deutsch: „Behörde für Kinder und Familien“), eine Abteilung innerhalb des US-Gesundheitsministeriums. Zu den Programmen, die diese Behörde betreut, zählen Sozialleistungen, Eintreibung von Unterhaltszahlungen, Adoptions-, Pflegschafts- und Betreuungsprogramme und Maßnahmen gegen Kindesmisshandlung und -missbrauch.
Viele Programme basieren auf der Arbeit von Mentoren, die ehrenamtlich Jugendliche mit problematischem sozialen Hintergrund betreuen. Das Family and Youth Services Bureau (FYSB) der Administration for Children and Families organisiert und finanziert Mentorenprogramme seit 2003. Darunter befindet sich z. B. ein Programm zur Betreuung von Kindern inhaftierter Eltern.

### UN-Kinderrechtskonvention
Die USA sind das einzige Mitglied der Vereinten Nationen, welches die 1989 verabschiedete UN-Kinderrechtskonvention bisher nicht ratifiziert hat. Durch Außenministerin Madeleine Albright hat das Land die Konvention zwar unterzeichnet, den Ratifizierungsprozess bisher aber nicht abgeschlossen. Präsident Bill Clinton hat die Konvention zwar unterstützt, sie jedoch nicht dem von Oppositionellen dominierten Senat vorgelegt. Die Regierung von George W. Bush und viele politisch konservative Gruppen haben die Konvention anschließend explizit abgelehnt, weil sie nach ihrer Auffassung u. a. mit der Souveränität und dem Föderalismus der USA nicht zu vereinbaren sei. Andere konservative und religiöse Gruppen befürchten, dass der Artikel 29 der Konvention auch die Freiheit des Homeschooling und der Privatschulen einschränken würde. Allerdings weist Absatz 2 des Artikels 29 der Konvention ausdrücklich darauf hin, dass solch eine Auslegung der Artikel 29 (und 28) nicht gestattet ist.
In Konflikt steht die UN-Kinderrechtskonvention auch mit den Gesetzen derjenigen Bundesstaaten, die es erlauben, dass Minderjährige ohne Bewährungsmöglichkeit zu lebenslanger Haftstrafe verurteilt werden können.

### Kinderrechtsorganisationen
Eine Reihe von Organisationen widmen sich dem Kinderrechtsschutz (Child Advocacy). Marion Wright Edelman gründete 1973 den durch Spenden finanzierten Children’s Defense Fund, die unter dem Slogan Leave no child behind (deutsch: „lasst kein Kind (benachteiligt) zurück“) Lobbyarbeit bei der Bundesregierung und in den Staaten leistet. Das 2007 gegründete Netzwerk Child advocacy 360 setzt sich gegen Kindesmissbrauch, -misshandlung und -vernachlässigung ein.
Vornehmlich für die Rechte von Kindern in armen Ländern setzt sich der 1994 gegründete Global Fund for Children ein.

### Kinderhilfswerke
Zu den überregionalen Kinderhilfswerken, die innerhalb der USA arbeiten, gehören die Android Roddick Foundation, The Glass Slipper Project, Varietyl und die Young Entrepreneurs Alliance. Viele Kinderhilfswerke sind in der Dachorganisation Children’s Charities of America zusammengefasst.
Von den amerikanischen Hilfsorganisationen, die Kinder in armen Ländern betreuen, sind besonders viele in Vietnam tätig, darunter die Far East Help Foundation, die Global Village Foundation, die Humanitarian Services for Children of Vietnam, die Saigon Children’s Charity, die Viet Blind Children Foundation und der Vietnam Children’s Fund. Die Kinderhilfsorganisation Baaldan ist in Indien aktiv. Das Amerasian Network arbeitet sowohl im In- als auch im Ausland.